# Guadalcanal (Sevilha)
Guadalcanal é um município da Espanha na província de Sevilha, comunidade autónoma da Andaluzia, de área 275 km² com população de 2994 habitantes (2007) e densidade populacional de 10,60 hab/km².

## Demografia
| Variação demográfica do município entre 1991 e 2004 | Variação demográfica do município entre 1991 e 2004 | Variação demográfica do município entre 1991 e 2004 | Variação demográfica do município entre 1991 e 2004 |
| --------------------------------------------------- | --------------------------------------------------- | --------------------------------------------------- | --------------------------------------------------- |
| 1991                                                | 1996                                                | 2001                                                | 2004                                                |
| 3144                                                | 3095                                                | 2931                                                | 2918                                                |